# Schronisko w Rogożowej Grani Górne

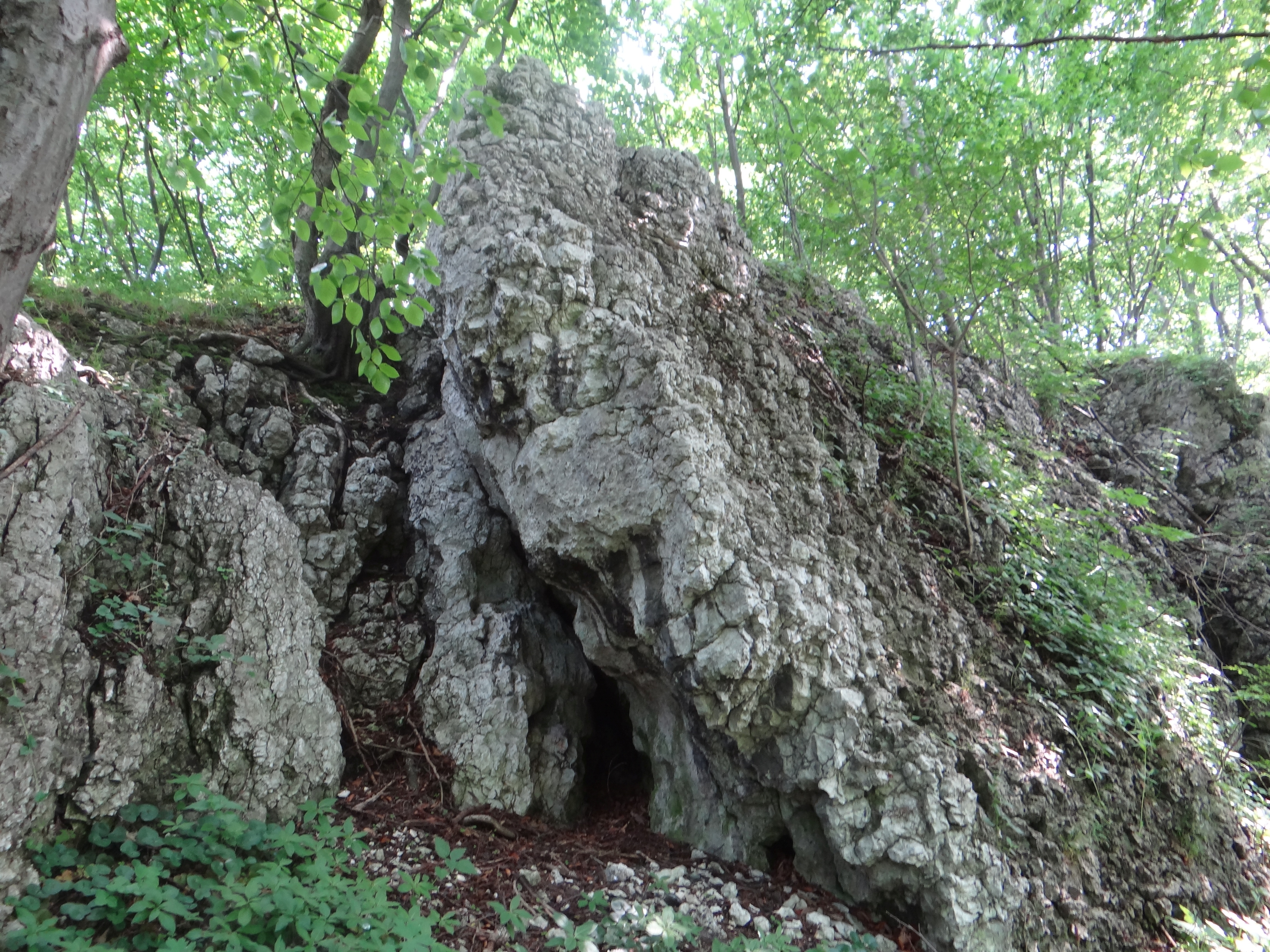
Otwór

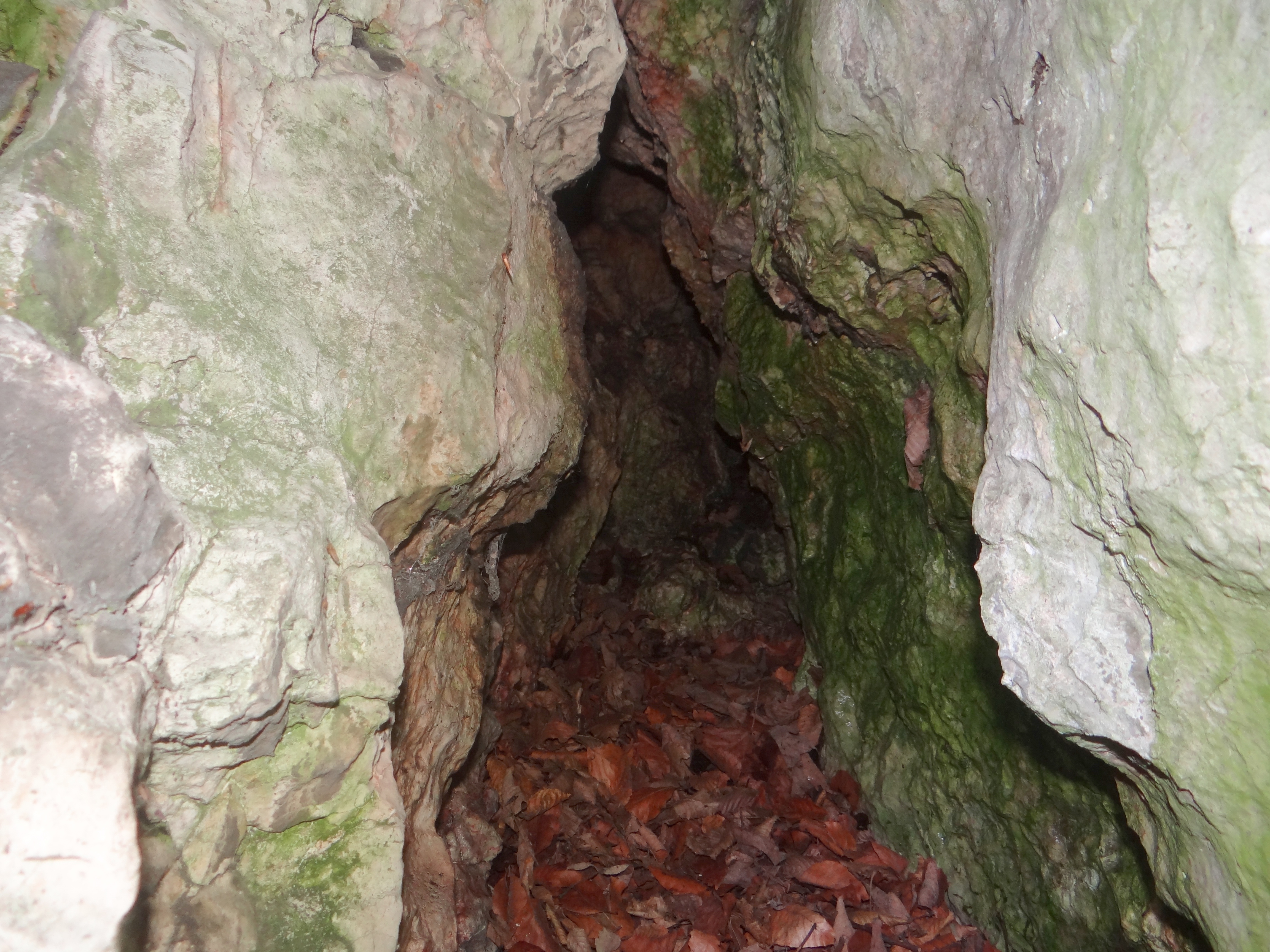
Korytarzyk

Schronisko w Rogożowej Grani Górne – schron jaskiniowy znajdujący się na wzniesieniu Rogożowej Skały, w miejscowości Przeginia, w województwie małopolskim, w powiecie krakowskim, w gminie Jerzmanowice-Przeginia. Położone jest w najwyższej części Doliny Czubrówki na Wyżynie Olkuskiej w obrębie Wyżyny Krakowsko-Częstochowskiej.

## Opis schroniska
Znajduje się w szczytowej partii grani na północnym końcu wzniesienia Rogożowej Skały i jest najdalej na północ wysuniętym schroniskiem w masywie tej skały. Nieco na południe i nieco  niżej znajduje się Schronisko w Rogożowej Grani Dolne.
Schronisko w Rogożowej Grani Górne ma jeden otwór o południowo-wschodniej ekspozycji. Powstało na szczelinowym, skośnym pęknięciu skały. Cały masyw skały jest w tym miejscu silnie spękany. Za otworem ciągnie się szczelinowy, ślepo kończący się korytarzyk o długości około 3 m.
Schronisko powstało w wapieniach z jury późnej. Brak w nim nacieków. Namulisko złożone ze skalnego rumoszu, próchnicy i śmieci. Klimat schroniska jest uzależniony od środowiska zewnętrznego. Jest w całości oświetlone rozproszonym światłem słonecznym. Na ścianach rozwijają się glony, ze zwierząt obserwowano muchówki.

## Historia dokumentacji
Schronisko zapewne było znane od dawna, jednak w literaturze nie publikowane. Zmierzyli go w lipcu 2014 r. M. Kozioł i A. Polonius. Plan opracował A. Polonius.